# Tiradentes (1892)
Tiradentes – brazylijska kanonierka torpedowa z końca XIX wieku i okresu I wojny światowej. Okręt został zwodowany 26 maja 1892 roku w brytyjskiej stoczni Sir WG Armstrong, Mitchell & Co Ltd w Elswick, a do służby w Marinha do Brasil wszedł 13 września 1893 roku. Jednostka została skreślona z listy floty w lipcu 1925 roku.

## Projekt i budowa
„Tiradentes” była pierwszą w brazylijskiej flocie kanonierką torpedową zamówioną w Wielkiej Brytanii. Wykonany ze stali i obity drewnem kadłub jednostki miał podwyższoną część dziobową i rufową. Okręt miał pojedynczy komin, wydatny bukszpryt i trzy palowe maszty.
„Tiradentes” zbudowana została w stoczni Sir WG Armstrong, Mitchell & Co Ltd w Elswick (numer budowy 588). Stępkę okrętu położono w czerwcu 1891 roku, został zwodowany 26 maja 1892 roku, a ukończono go w listopadzie 1892 roku.

## Dane taktyczno-techniczne
Okręt był średnich rozmiarów kanonierką torpedową o długości między pionami 50,3 metra, szerokości 9,14 metra i średnim zanurzeniu 3,28 metra. Wyporność normalna wynosiła 795 ton. Okręt napędzany był przez dwie trzycylindrowe pionowe maszyny parowe potrójnego rozprężania wyprodukowane w zakładach R & W Hawthorn, Leslie & Co Ltd w Newcastle, o łącznej mocy 1646 koni mechanicznych (KM). Dwuśrubowy układ napędowy pozwalał osiągnąć prędkość 14,5 węzła. Okręt zabierał maksymalnie zapas 110 ton węgla.
Jednostka była uzbrojona w cztery pojedyncze działa kal. 120 mm (4,7 cala) QF Armstrong Mark T L/40 (umieszczone po dwa na pokładzie dziobowym i rufowym) oraz trzy pojedyncze sześciofuntowe działka kal. 57 mm Hotchkiss L/40. Uzbrojenie uzupełniały dwie pojedyncze wyrzutnie torped kal. 356 mm (14 cali). Opancerzenie obejmowało jedynie wieżę dowodzenia, która miała stalowe ściany grubości 25,4 mm (1 cal).
Załoga okrętu składała się z 110 oficerów, podoficerów i marynarzy.

## Służba
„Tiradentes” został wcielony do służby w Marinha do Brasil 13 września 1893 roku. Okręt pełnił służbę podczas I wojny światowej, jednak jego udział w działaniach wojennych (podobnie jak całej marynarki brazylijskiej) był znikomy. Jednostka została skreślona z listy floty 5 lipca 1925 roku.